# 皮姆利科圣加百列堂
皮姆利科圣加百列堂是英国伦敦皮姆利科的一座英倫圣公会教堂，它建于1853年，是威斯敏斯特侯爵委托托马斯·丘比特开发这一地区的一部分。
在1840-60年代，皮姆利科快速发展，每十年至少新建一所教堂。皮姆利科圣加百列堂位于华威广场西南侧。建筑师Thomas Cundy Junior。 

## 圖庫

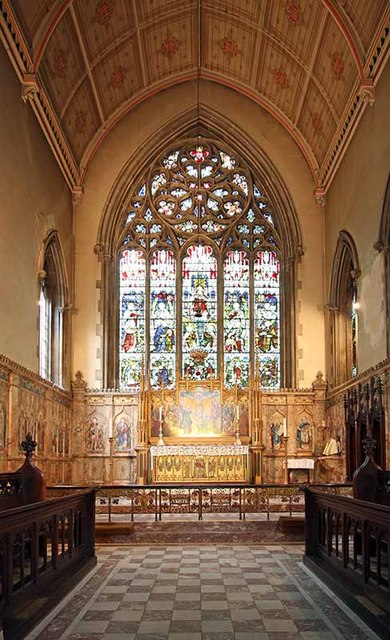
主祭壇
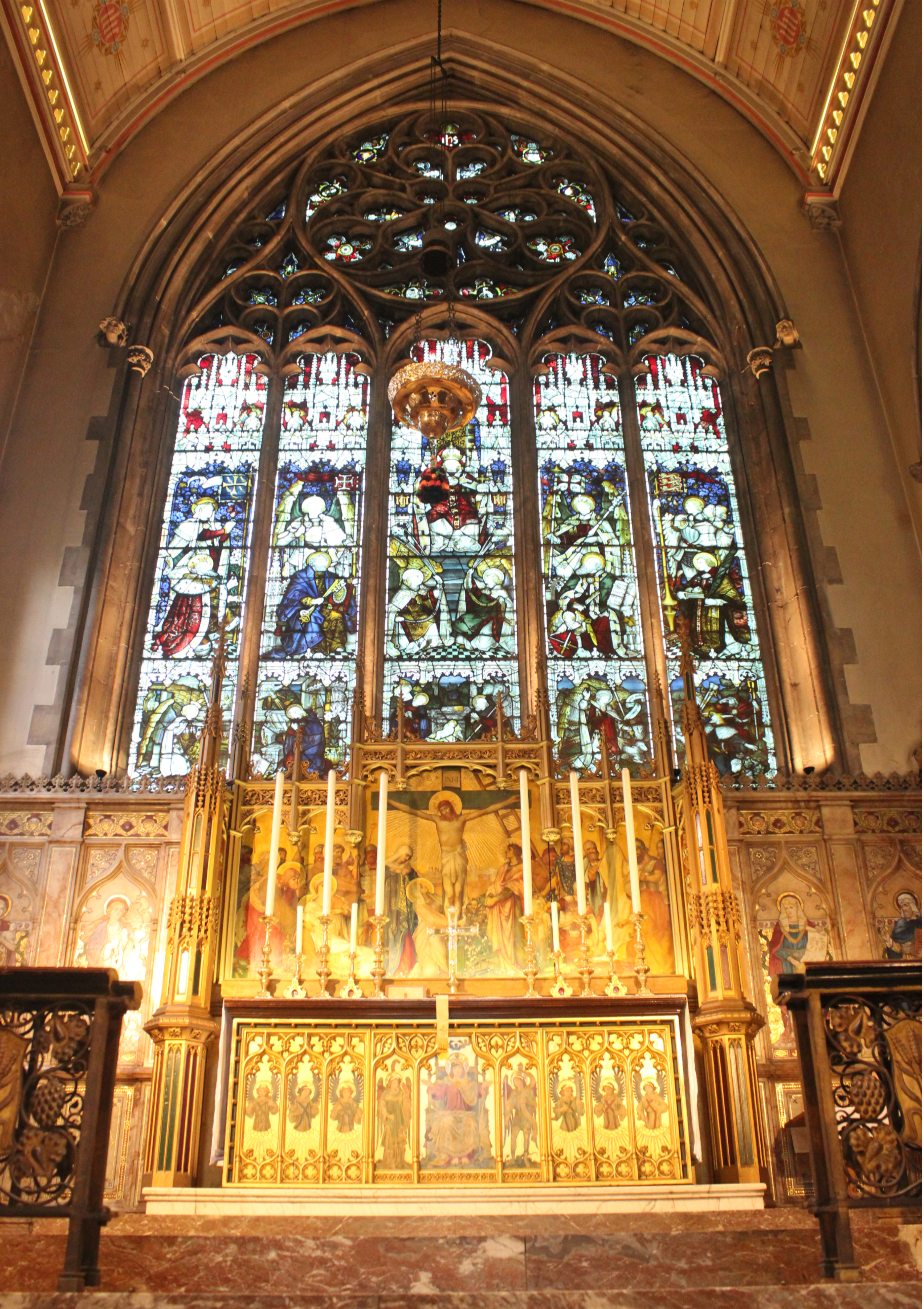
教堂內部
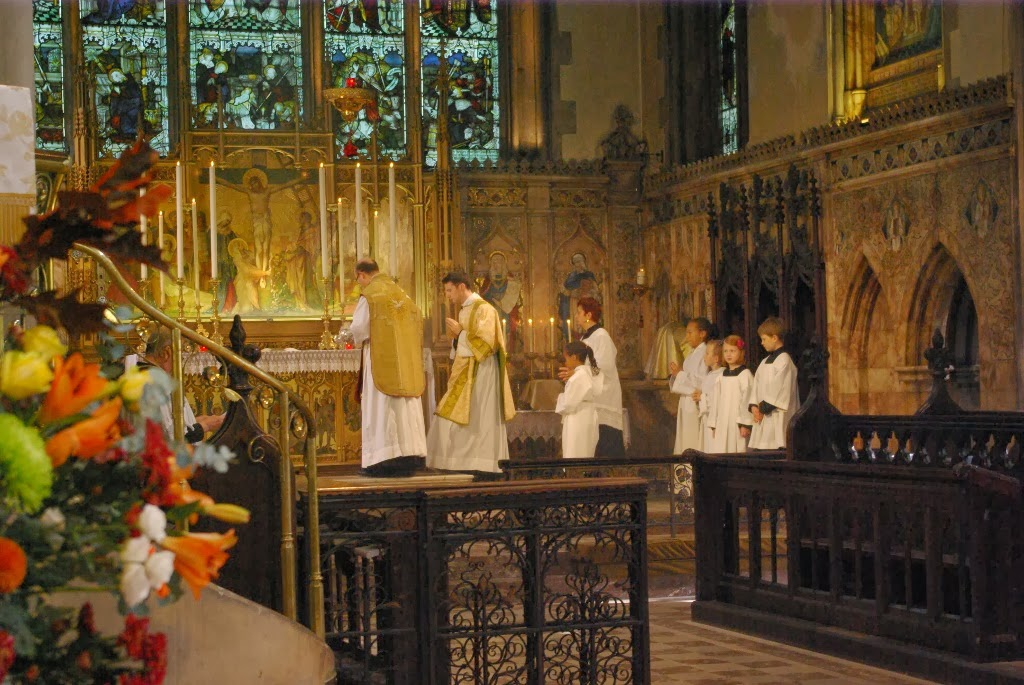
教堂內部
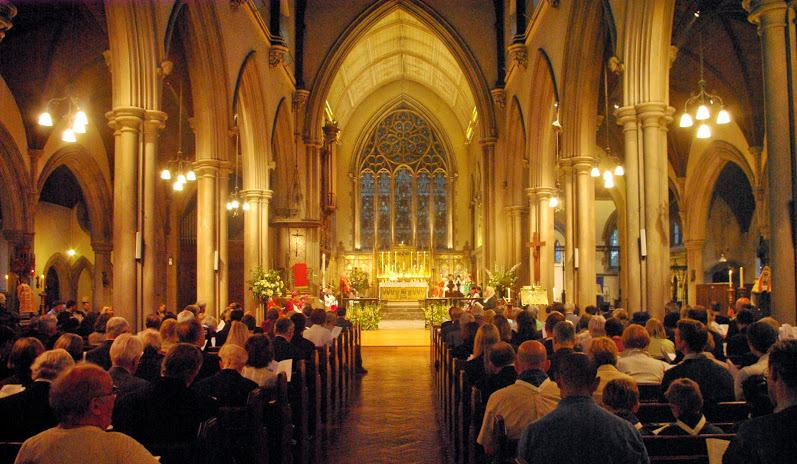
教堂內部
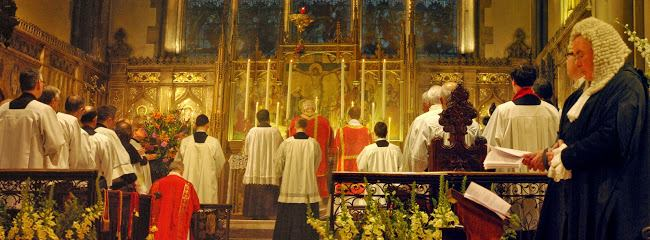
教堂內部
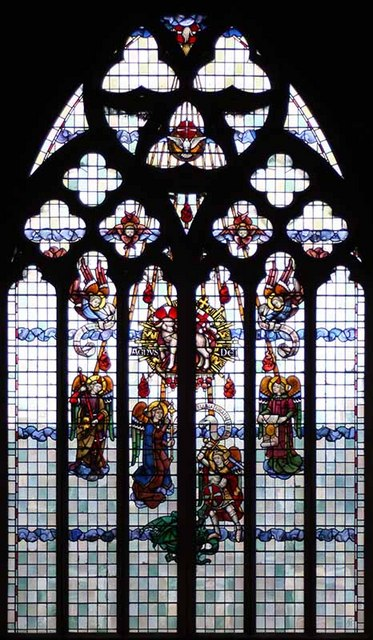
描繪四大天使長的彩繪玻璃窗，從左到右：拉斐爾、加百列、米迦勒以及烏列爾